# Pablo Milad
Pablo Antonio Milad Abusleme (Curicó, 15 de febrero de 1964) es un licenciado en educación física, dirigente de fútbol, empresario y político chileno militante de Evópoli.
Se desempeña como dirigente de la ANFP desde el 30 de julio de 2020 al ejercer el cargo de presidente de la Asociación Nacional de Fútbol Profesional de Chile (ANFP).

## Familia y estudios
Proveniente de una familia siria, nació el 15 de febrero de 1964 en la ciudad de Curicó, Región del Maule. Está casado con Sandra Moreno Ospina, con quien tiene dos hijos, Andrea e Ian.
Realizó sus estudios primarios en el Liceo de Curicó, y luego cursó los superiores en la Universidad Metropolitana de Ciencias de la Educación, egresando con el grado de licenciado en educación física. De la misma manera, efectuó un máster en fisioterapia y un doctorado en rehabilitación neuropsicomotora en la Universidad de Barcelona, España. Por otra, parte posee estudios de posgrado en técnicas de terapias alternativas, evaluaciones neuromotora y psicomotricidad, desarrollo personal y terapia ocupacional en ISPR de OIP París, Francia, y en la Universidad Técnica de Lisboa, en Portugal.
El gimnasio más importante de Curicó lleva el nombre de Abraham Milad, su padre y exdirigente deportivo.

## Trayectoria profesional
Fue profesor del máster en mediación terapéutica de la Universidad Autónoma de Barcelona, España. Dirigente desde el año 2012 y presidente del Club Deportivo Provincial Curicó Unido desde 2014 hasta marzo de 2018. Cumplió el cargo de asesor de la Fundación Coanil, dedicada a personas con discapacidad intelectual. Empresario agrícola del rubro de los champiñones y socio de una distribuidora.

## Carrera deportiva
Su vida desde temprana edad es ligada al deporte en Curicó, desde joven fue un apasionado por la actividad deportiva. Fue campeón a nivel sudamericano en bala, y en marzo de 2014 logró el título en las pruebas combinadas, que incluyen dicha disciplina, el disco, martillo y jabalina, del campeonato nacional de atletismo Máster. Además, desde 2015, posee el récord chileno de lanzamiento de bala, en mayores de 50 años.
Además, tuvo un paso por el básquetbol, defendiendo al Liceo de Curicó en la Dimayor.

## Carrera política
En el ámbito político, en el año 2017, fue proclamado como precandidato a diputado por el distrito n° 17, en apoyo de Evolución Política, partido al cual pertenece desde su creación. Sin embargo su candidatura no quedó en la papeleta.
El 11 de marzo de 2018, asumió como nuevo intendente de la Región del Maule, designado bajo el segundo gobierno del presidente Sebastián Piñera. Durante 2019 su nombre fue sondeado para candidato a gobernador regional Metropolitano, mostrando interés por la posibilidad de competir, para la cual tendría que renunciar antes del 25 de octubre de ese año, pero finalmente descartó hacerlo.
El 3 de octubre de 2018, tuvo un entrevero con la periodista Matilde Carrasco, luego de que Milad llegará tarde a un punto de prensa fijado a las 11:30 en Linares, y tras la periodista reprocharle su impuntualidad, este respondió «Se le nota que usted es soltera [...]Y parece que va a seguir soltera». Esto derivó en una discusión, en la cual  los asesores le reprocharon por faltar el respeto a Milad. Tras hacerse público el entrevero, Milad pidió disculpas públicas.
El 1 de junio de 2020 anunció su renuncia al cargo, la cual se hizo efectiva el 3 de junio.

## Carrera dirigencial
Como Presidente de Curicó Unido, fue candidato a la testera de la ANFP en 2017, perdiendo la elección ante Arturo Salah por 16 votos contra 28 de Salah.
Posteriormente, en 2020 anunció su candidatura para la presidencia de la ANFP, resultando electo con 25 votos a favor el 30 de julio de 2020, sucediendo así a Sebastián Moreno, quien había presentado su renuncia al cargo.
Paralelamente, el 1 de abril de 2022, durante el 75° Congreso Ordinario de la Confederación Sudamericana de Fútbol (Conmebol), fue elegido como tercer vicepresidente del organismo, luego de la ratificación del paraguayo Alejandro Domínguez en la presidencia del mismo, durante el periodo 2023-2027. El resto de la mesa directiva quedó compuesta por el ecuatoriano Francisco Egas y el argentino Claudio Tapia, ocupando la primera y segunda vicepresidencia, respectivamente.
En noviembre de 2022 fue reelecto en el cargo de Presidente de la ANFP, derrotando al exdirigente de Audax Italiano Lorenzo Antillo con 35 votos a favor. Tras la victoria, señaló sobre su segundo mandato que «este será mi gobierno de verdad», prometiendo cambios en la Asociación.
Su gestión al mando de la ANFP ha sido una de las más criticadas del último tiempo, críticas entre las cuales se indican:
- Los fracasos de la selección adulta masculina y su no clasificación al Mundial 2022,[21]además de un irregular comienzo en las Clasificatorias para el Mundial 2026, incluyendo la renuncia del Director técnico Eduardo Berizzo luego del partido ante Paraguay, a cinco días de enfrentar a Ecuador en Quito,[22] una histórica derrota como local ante su símil de Bolivia, en donde se retiró del estadio sin dar declaraciones[23] y posteriormente la no clasificación de la selección adulta al Mundial 2026 a falta de dos fechas del término de la clasificatoria.[24] Además, la eliminación en primera fase de la Copa América 2024 sin marcar ningún gol.[25]
- Las críticas de seleccionados adultos masculinos por las condiciones de Juan Pinto Durán y los estadios en donde juegan sus partidos, el valor de las entradas para el público y el estancamiento de la selección.[26][27]
- El preocupante estado financiero de la ANFP, con deudas millonarias, pérdida de importantes patrocinadores, devaluación de la selección chilena adulta, entre otros problemas.[28][29][30] los cuales fueron descartadas por Milad ante los medios,[31] utilizando una parka de marca Nike, el antiguo proveedor de la selección, con un parche sobre la marca original.[32]
- Las fallidas gestiones de Germán Corengia como asesor deportivo de Milad en la ANFP[33]y de Francis Cagigao como director deportivo de las selecciones chilenas.[34]
- La no clasificación de la Selección adulta femenina al Mundial Femenino de 2023. [35]
- Acusaciones de indisciplina de la selección adulta masculina durante la Copa América 2021.[36]
- La renuncia a la sede de la Copa Libertadores Femenina 2021.[37]
- Los litigios en que la ANFP se ha visto envuelta, con la marca norteamericana Nike,[38][39] con su socio comercial TNT Sports, que tras un arbitraje determinó que la organización debe pagar un total de US$ 36 millones al canal de televisión,[40]contra Deportes Valdivia y contra Deportes Melipilla.[41][42]
- El anuncio y posterior cancelación del proyecto de un nuevo centro de entrenamiento para las selecciones nacionales en el Cerro Chena.[43][44]
- La no clasificación de las selecciones menores masculinas a los mundiales de su categoría.[35]
- El poco liderazgo demostrado en situaciones como la suspensión del partido entre Colo-Colo y Deportes Antofagasta,[45][46]su silencio ante el caso de suplantación del arquero Alexis Martín Arias de Unión La Calera,[47]la pérdida de la localía de Coquimbo Unido durante las semifinales de la Copa Sudamericana 2020,[48]el manejo antes las denuncias en contra de Deportes Melipilla[49]que terminó con el descenso administrativo del equipo melipillano,[50]el litigio entre la asociación y Barnechea,[51][52][53] entre otros.
- Las polémicas en diferentes ediciones de la Copa Chile, entre ellas lo acontecido en la llave entre Huachipato y Presidente Ibáñez en la edición 2024.[54][55]
- El no regreso al juego de la Primera B de fútbol femenino durante la temporada 2023.[56]
- La crisis arbitral, con múltiples denuncias de corrupción en el gremio, la contratación y posterior despido de Javier Castrilli como jefe del arbitraje chileno y su posterior demanda, denuncias de acoso a árbitras mujeres y el anuncio de huelga del sindicato arbitral durante la temporada 2024.[57][58][59][60]
- Las dudas en lo referente a la propiedad de los clubes del fútbol chileno.[61]
- Los múltiples hechos de violencia en que se han visto en el fútbol nacional de los cuales no ha brindado respuesta.[62][63]Además, se señaló que la ANFP intervino judicialmente para dejar sin castigo a un peligroso hincha de la barra Los de Abajo a quien se le había aplicado el derecho de admisión.[64]
- La exclusión de Chile como sede para el Mundial 2030,[65] culpando al Gobierno de Gabriel Boric de dicha omisión.[66]
- El nulo manejo ante el Gobierno con la declaración de ilegalidad de las casa de apuestas, uno de los principales sustentos económicos de la actividad futbolística.[67]
- La pésima gestión de la Selección adulta femenina en los Juegos Panamericanos de 2023, que tras clasificar al partido por la medalla de oro, se quedaron sin ninguna de los dos arqueras convocadas para la disputa de la final.[68]Además, en el torneo se retiró internacionalmente Christiane Endler, se acusaron presiones sobre la arquera Antonia Canales y se criticó las condiciones de viaje, entrenamiento e infraestructura para enfrentar el torneo.[69]
- La sostenida baja en el nivel de las ligas profesionales masculinas, incluyendo las incontables interrupciones en el torneo de primera división 2023.[70]
- La crisis en el fútbol formativo, con la eliminación de la categoría sub-17[71] y los problemas de financiación para las demás categorías en 2025.[72]
- El conflicto con la Segunda División Profesional, quienes anunciaron acciones judiciales contra la Asociación debido al trato desigual y nulo apoyo económico para la categoría.[73]
- La tensa relación con el Sifup, situación que ha tenido como consecuencias los paros de futbolistas en las temporadas 2024 y 2025.[74][75]
- En mayo de 2023, se filtró un chat de WhatsApp en donde el dirigente critica al Gobierno de Gabriel Boric como populista y feminista, ante un proyecto de ley el cual prohíbe a los deudores alimenticios entrar a los recintos deportivos nacionales que reciban fútbol.[76]
- El anuncio y posterior suspensión de la Supercopa de Chile 2025 a disputarse en La Serena, por desavenencias con la Delegado presidencial regional de Coquimbo.[77]

Respondiendo a las críticas a su gestión, señaló en una entrevista que «La pandemia afectó a nivel conductual a la gente, de tolerancia. Hoy se manejan con un sesgo. No tienen la capacidad de hacer un análisis objetivo, sin ese sesgo que los condiciona a tener una opinión negativa. El fútbol de por sí es bipolar».